# 黄坌镇
黄坌镇，是中华人民共和国广东省清远市阳山县下辖的一个乡镇级行政单位。2020年人口8206人。

## 行政区划
黄坌镇下辖以下地区：
黄坌村、雷村、白屋村、塘底村、高陂村、王村和大坪村。